# .pe
.pe este un domeniu de internet de nivel superior, pentru Peru (ccTLD).